# Stefan Branković
Stefan Branković (srbsko Стефан Бранковић) iz srbske dinastije Branković,  znan tudi kot Stefan Slepi, je bil od leta 1458 do 1459 despot Srbskega despotata, * okoli 1417, Beograd, † 9. oktober 1459, Grad Beograd pri Vidmu, Italija.

## Družina
Stefan in njegova družina so omenjeni v rokopisu Dell'Imperadori Constantinopolitani (Konstantinopelski imperatorji) znanem tudi kot  Massarellijev  rokopis, ker so ga našli med rokopisi Angela Massarellija, generalnega tajnika Trentinskega koncila, v Vatikanski knjižnici. V rokopisu je omenjen kot sin Đurađa Brankovića in Irene Kantakuzene. D.M. Nicol (1994) dvomi v njeno materinstvo in trdi, da je bil Đurađ pred njo poročen s hčerko Ivana IV. Trebizonskega. Trditev ni podprta z viri in ne upošteva, da je bil Ivan IV. rojen med letoma 1395 in 1417 in v 1410. letih ni mogel biti stari oče.
11. septembra 1429 je Đurađ doniral samostanu Esfigmenu na gori Atos. V darovnici je omenjena njegova žena Irena in njunih pet otrok.  Istih pet otrok omenja tudi Masarellijev rokopis. Druga rodoslovja kot šestega otroka omenjajo Todorja Brankovića. Slednji je morda že zelo zgodaj umrl in zato v prejšnjih dokumentih ni omenjen. Kot najstarejši sin je omenjen Grgur Branković, ki ga dokument iz leta 1429 naslavlja z despot. Grgurja je Murat II. leta 1439 imenovan za guvernerja posesti v južni Srbiji, povezanih z družino Branković. Aprila 1441 je bil obtožen zarote proti Muratu in njegovo guvernerstvo se je končalo. V ječi v Amasji so ga 8. maja 1441 oslepili. Grgur in njegovi bratje so bili sopodpisniki listine, s katero je Đurađ potrdil privilegije Dubrovniški republiki. Grgur se je pod imenom German umaknil v samostan.  Leta 1458 se je vrnil iz samostana in zase in svojega sina zahteval izpraznjeni prestol Raše. Massarellijev rokopis omenja Grgurja kot neporočenega, kasnejša rodoslovja pa omenjajo njegovo ženo Jelisaveto. Grgurjev sin Vuk Grgurević je bil kasneje srbski naslovni despot (1471–1485). Vuk je bil morda nezakonski sin.
Massarellijev rokopis kot naslednjega otroka  omenja Maro Branković, eno od žena Murata II. Kot tretjega omenja Stefana, kot njegovo mlajšo sestro pa Kantakuzino. Njeno ime je polatinjen priimek ime njene matere Irene. Kasnejša rodoslovja jo omenjajo kot Katarino Celjsko, ženo Ulrika II. Celjskega. Najmlajši otrok je bil očetov naslednik Lazar Branković.

## Vladanje
Po Nicolu je bil Stefan državljan Beneške republike. Oslepljen je bil istočasno z bratom Grgurjem leta 1441. Obeh oslepljenih bratov niso imeli za mogoča naslednika njunega očeta. Prestol bi lahko zahtevala samo leta 1458, ker sta bila po Lazarjevi smrti edina moška predstavnika družine Branković.
Po Fineu je Stefan prišel na prestol s podporo svakinje in Lazarjeve vdove Helene Paleologine. Helena je bila hčerka morejskega despota Tomaža Paleologa in Katarine Zaccaria iz Ahajske kneževine. Katarina je eno od svojih hčera poročila z bosanskim princem Stjepanom Tomaševićem, s čimer je zagotovila prestol svojemu novemu zetu. Ogrski kralj Matija Korvin in bosanski kralj Stjepan Tomaš Kotromanić sta 8. aprila 1459 Stefana odstavila in na njegovo mesto imenovala Stjepana Tomaševića. 
Konec leta 1459 se je Stefan odločil odpotovati v Albanijo, kjer je imel sorodnike. Odpotoval je leta 1460 in se novembra istega leta poročil z Angelino Arianit Komneni. Angelina je bila sestra Skenderbegove žene Donike. Skenderbeg je dal Stefanu Brankoviću za apanažo neznano posest. Stefan je na začetku leta 1461 s Skenderbegovim pisnim priporočilom odpotoval v Italijo.
Po osmanski zasedbi in propadu Srbskega despotata je Stefanov sin Jovan odpeljal begunce v Ogrsko kraljestvo, kjer so ga priznali za despota v kneževini Raitzen.

## Otroci
Stefan se je leta 1461 poročil z Angelino  Arianit Komneni, hčerko skadarskega in draškega vojvode Gjergja Arianit Komnenija, s katero je imel štiri ali pet otrok.
- Jovan (umrl 10. decembra 1502) je v Massarellijevem rokopisu omenjen kot prvi otrok. Bil je naslovni despot Raitzena v Ogrskem kraljestvu. Poročen je bil z Jeleno Jaksić, ki je v dokumentu iz leta omenjena kot  "Helena, srbska despotinja".
- Đorđe (omrl 18. januarja 1516) je bil naslovni despot Raizzena. Poročen je bil z Izabelo del Balzo, hčerko Agilberta, vojvode Nardòja. Đorđe se je kot Maksim umaknil v samostan. Od leta 1508 do 1521 je bil ogrsko-laški metropolit. Bil je tudi beograjski naslovni škof.
- Irena je umrla verjetno že v otroštvu.
- Marija (umrla 27. avgusta 1495) je bila poročena z montferraškim markizom Bonifacijam III.
- Milica (umrla 30. januarja 1554) v  Massarellijevem rokopisu ni omenjena. Omenjena je samo v kasnejših rodoslovjih. Poročena je bila z vlaškim knezom Neagoem Basarabom.

## Zapuščina
V Srbski pravoslavni cerkvi ga častijo kot svetega Stefana Slepega.